# Божевільна шістка
Божевільна шістка (англ. Crazy Six) — американський бойовик, відеофільм 1997 року.

## Сюжет
З країн колишнього СРСР до східної Європи хлинув нестримний потік злочинності. Торговці зброєю і військовими технологіями облюбували Прагу. «Божевільна шістка» і його команда тут в ціні. Чергове замовлення — «втрутитися» в хід операції з продажу радіоактивних речовин. Товар перехоплений, гроші — у замовника. Саме час вийти з цього божевільного світу, де навкруги смерть, наркотики і зрада, але хтось вирішив, що йому ще рано, і рука знову тягнеться до пістолета.

## У ролях
- Роб Лоу — Біллі, «Божевільна шістка»
- Айс-Ті — Рауль
- Берт Рейнолдс — Дакота
- Маріо Ван Піблз — Брудний Мао
- Івана Мілічевіч — Анна
- Том Метьюз — Ендрю
- Бланка Клейнова — Віяна
- Норберт Вайссер — Єжи
- Дональд Стенден — Аві
- Макс Ван Піблз — Мішель
- Томас Морріс — Юсовіч
- Алан Досталь — людина Рауля
- Дагмар Едвардс (в титрах: Dagmar Lakcevic) — Джекі